# Dayton (Indiana)
Dayton es un pueblo ubicado en el condado de Tippecanoe en el estado estadounidense de Indiana. En el Censo de 2010 tenía una población de 1420 habitantes y una densidad poblacional de 515,29 personas por km².

## Geografía
Dayton se encuentra ubicado en las coordenadas 40°22′33″N 86°46′29″O / 40.37583, -86.77472. Según la Oficina del Censo de los Estados Unidos, Dayton tiene una superficie total de 2.76 km², de la cual 2.76 km² corresponden a tierra firme y (0%) 0 km² es agua.

## Demografía
Según el censo de 2010, había 1420 personas residiendo en Dayton. La densidad de población era de 515,29 hab./km². De los 1420 habitantes, Dayton estaba compuesto por el 95.35% blancos, el 0.92% eran afroamericanos, el 0.56% eran amerindios, el 0.21% eran asiáticos, el 0% eran isleños del Pacífico, el 1.13% eran de otras razas y el 1.83% pertenecían a dos o más razas. Del total de la población el 3.59% eran hispanos o latinos de cualquier raza.